# Holmtjärnen (Hjulsjö socken, Västmanland)
Holmtjärnen är en sjö i Hällefors kommun i Västmanland och ingår i Norrströms huvudavrinningsområde. Sjön har en area på 0,12 kvadratkilometer och ligger 203,3 meter över havet.

## Delavrinningsområde
Holmtjärnen ingår i det delavrinningsområde (663211-144112) som SMHI kallar för Inloppet i Kvisseln. Medelhöjden är 217 meter över havet och ytan är 38,51 kvadratkilometer. Räknas de 2 avrinningsområdena uppströms in blir den ackumulerade arean 65,56 kvadratkilometer. Dyltaån (Bornsälven) som avvattnar avrinningsområdet har biflödesordning 3, vilket innebär att vattnet flödar genom totalt 3 vattendrag innan det når havet efter 261 kilometer. Avrinningsområdet består mestadels av skog (83 procent). Avrinningsområdet har 1,5 kvadratkilometer vattenytor vilket ger det en sjöprocent på 3,9 procent.